# Ангольско-нигерийские отношения
Ангольско—нигерийские отношения достаточно крепкие, так как обе страны экспортируют нефть и являются членами ОПЕК и Африканского союза.

## История
Между Анголой и Нигерией были установлены официальные дипломатические отношения.
В 2007 году в Анголе за торговлю оружием был арестован Генри Оках — представитель Движение за освобождение дельты Нигера. Оках пытался бежать в Луанду, но был задержан на борту самолёта. Положение осложнялось тем, что между Нигерией и Анголой не было договора об экстрадиции. Тем более по ангольским законам человек не может быть экстрадирован в страну, где его могут казнить, а в Нигерии нет моратория на смертную казнь. Однако президент Анголы Жозе Сантуш 21 ноября 2007 года согласился передать Окаха властям Нигерии, но адвокаты Окаха просили не передавать его. В январе следующего, 2008 года генеральный прокурор Анголы Мария Жоао де Соуза заявил, что власти Анголы ещё не приняли окончательное решение по этому вопросу. 15 февраля 2008 года Окаха экстрадировали в Нигерию.